# Pane con le patate
Il pane con le patate è un tipo di pane prodotto in Abruzzo in particolare nelle zone interne dell'aquilano e del teramano e fa parte dei Prodotti agroalimentari tradizionali abruzzesi; è un pane fatto con l'aggiunta di patate che lo fa conservare meglio e in maniera più  duratura.